# Gothemsån
Gothemsån – rzeka w Szwecji, najdłuższy ciek na położonej na Morzu Bałtyckim wyspie Gotlandia. Ma długość około 55 km. Powierzchnia zlewni wynosi 480 km², co stanowi 15,1% powierzchni wyspy. Rzeka na wielu odcinkach jest uregulowana. Znajdują się na niej liczne młyny i sztuczne zbiorniki wodne. Spośród ryb najczęściej występuje pstrąg.